# Husum-Linsburger Geest
Die Husum-Linsburger Geest ist die Bezeichnung eines Naturraums südlich von Nienburg in Niedersachsen. Das Gebiet ist eine flachwellige Endmoränenlandschaft als Teillandschaft des übergeordneten Naturraums (Haupteinheit) Hannoversche Moorgeest. Die namensgebenden Orte sind Husum (bei Nienburg) sowie Linsburg. Im Norden reicht das Gebiet bis nördlich von Langendamm. Das Waldgebiet um den Osterberg als markanter Vertreter dieser Endmoränenlandschaft gehört dazu.